# Alessandro Milesi

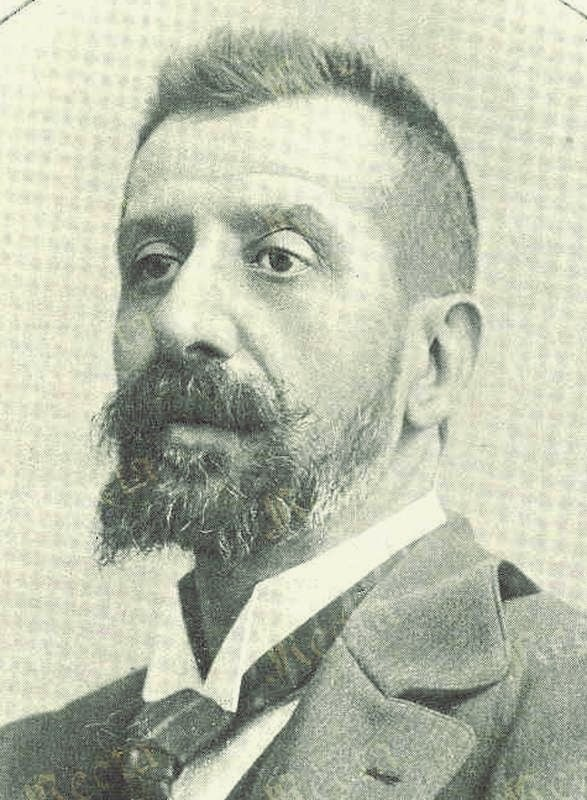

Alessandro Milesi (Venezia, 29 aprile 1856 – Venezia, 29 ottobre 1945) è stato un pittore italiano.

## Biografia
Ebbe un'infanzia difficile e fu costretto a lavorare per sopperire alle difficili condizioni economiche della famiglia a causa delle precarie condizioni di salute del padre. Nel 1869, a soli tredici anni, si iscrisse all'Accademia di Belle Arti di Venezia che frequentò fino al 1873 sotto la guida del professore di disegno della figura Napoleone Nani; compagni all’Accademia ebbe Luigi Nono, Egisto Lancerotto, Giacomo Favretto ed Ettore Tito. Il professore Napoleone Nani nel 1873 rientrò a Verona dove Milesi lo seguì.
Nel 1876 Milesi rientrò a Venezia nella sua casa posta in Fondamenta delle Zattere al Ponte Lungo nella parrocchia di San Trovaso dove si dedicò alla pittura con scelte di soggetti, ricercati prevalentemente tra il popolo, per rispondere al crescente interesse per scene di vita quotidiana veneziana da parte dei collezionisti e degli artisti stranieri. Numerosi sono i suoi dipinti in cui ritrae pescatori, gondolieri, scene di mercato e vita familiare. Milesi ebbe un grande successo di pubblico e di vendite.
Milesi partecipò all'Esposizione Nazionale di Milano 1881 con Il nonno offre e Venditrice di zucca,.
Nel 1886 Milesi sposò Maria Ciardi, sorella dell'amico e pittore Guglielmo Ciardi.
Milesi a Verona segue le lezioni del professore Napoleone Nani che era stato nominato direttore e titolare della cattedra di pittura all’Accademia Cignaroli e termina qui gli studi. Ritornato a Venezia si dedica esclusivamente alla pittura e nel 1899 entra a far parte della Corporazione di Pittori e Scultori Italiani.
Partecipò alla Nazionale artistica di Venezia del 1887 affermandosi come pittore della vita veneziana, prosecutore della lezione di Giacomo Favretto ma parimenti attento al rinnovamento dell'arte veneta avviato da Ettore Tito e Cesare Laurenti. 

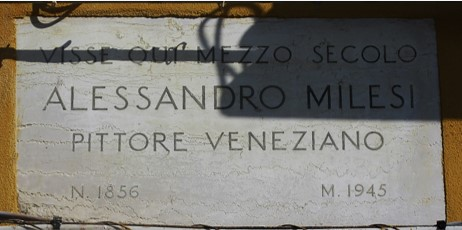
Lapide in ricordo di Milesi sulla Fondamenta delle Zattere

Nel 1890 vinse la medaglia d'oro all'Esposizione internazionale di Boston con l'opera Al caffè.
Nelle esposizioni della Biennale di Venezia del 1912 ci fu una sua mostra personale con 38 opere.
Milesi partecipò alle Triennali di Milano e a tutte le esposizioni internazionali d'arte di Venezia dal 1895 al 1935  e nel 1935, in occasione dei quarant'anni della Biennale, gli venne dedicata una mostra personale.
Dall'inizio del nuovo secolo si affermò come ritrattista presso la borghesia veneziana, proseguendo ad effigiare letterati, musicisti e attori anche nei decenni seguenti.
Partecipò come volontario alla prima guerra mondiale.
Alessandro Milesi morì a Venezia nella sua casa il 29 ottobre 1945 e  il 2 novembre il funerale fu celebrato nella vicina chiesa di San Sebastiano .

## Galleria d'immagini

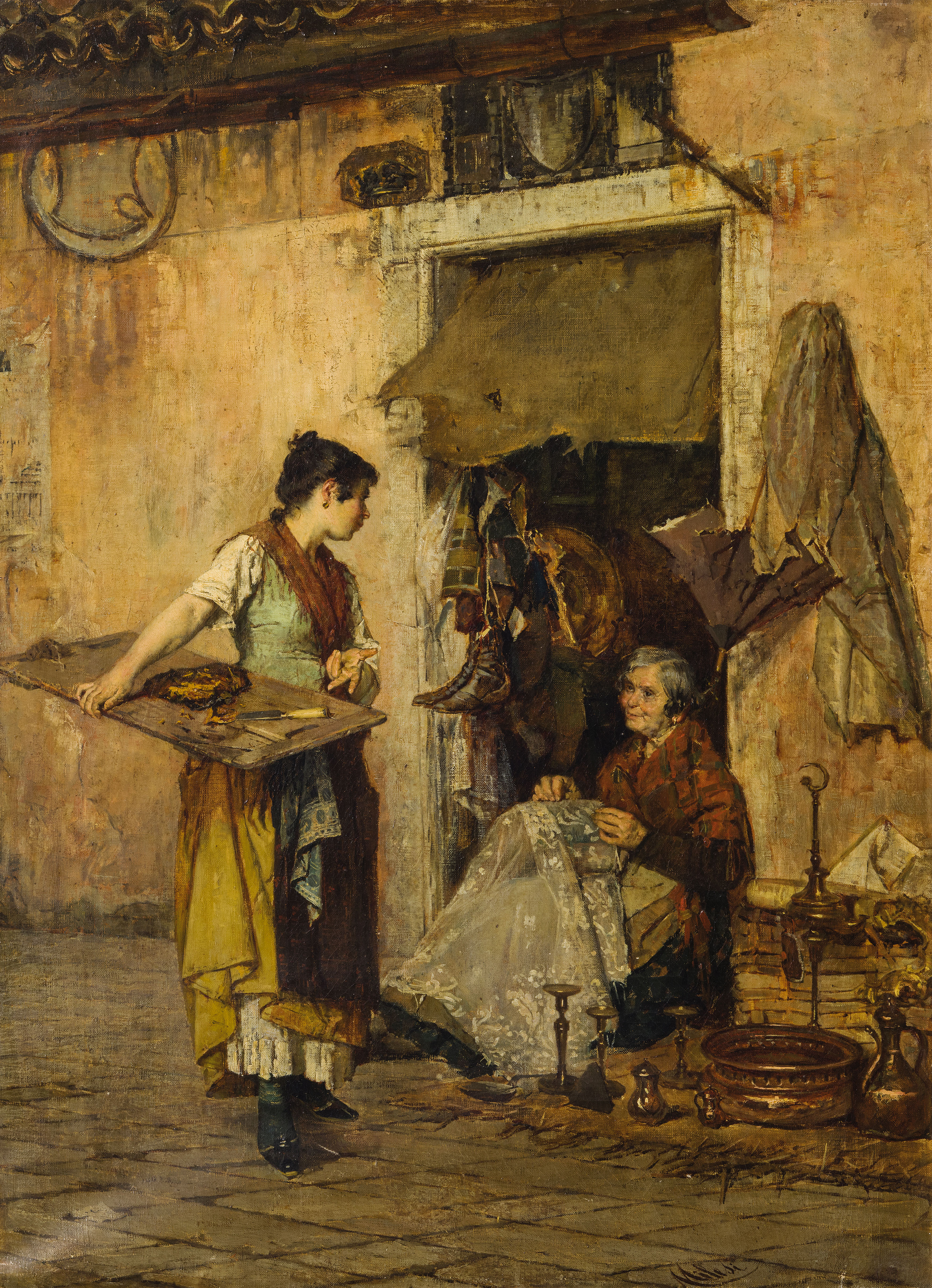
La venditrice di zucca, 1881
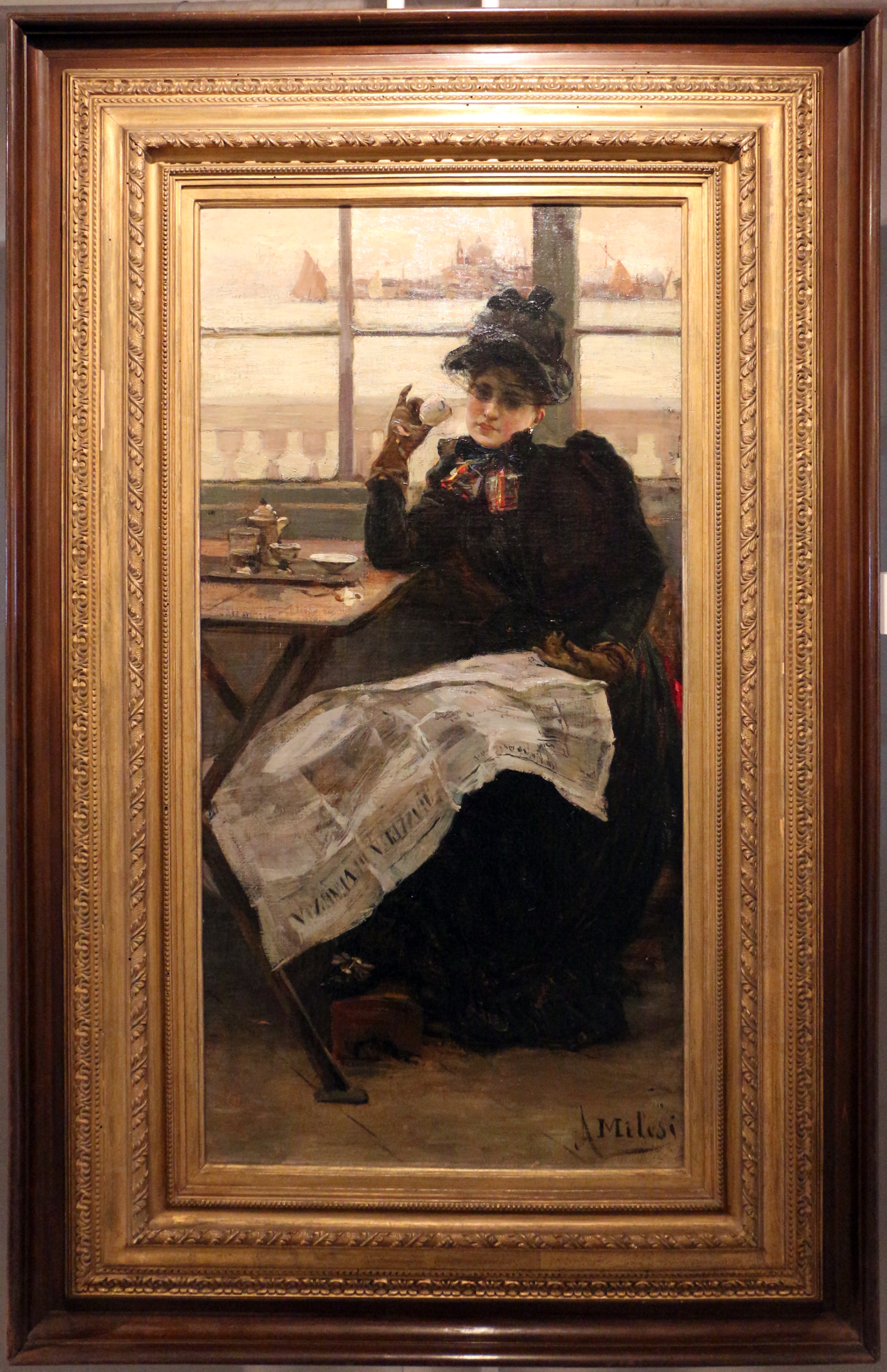
Al caffè, 1890 circa
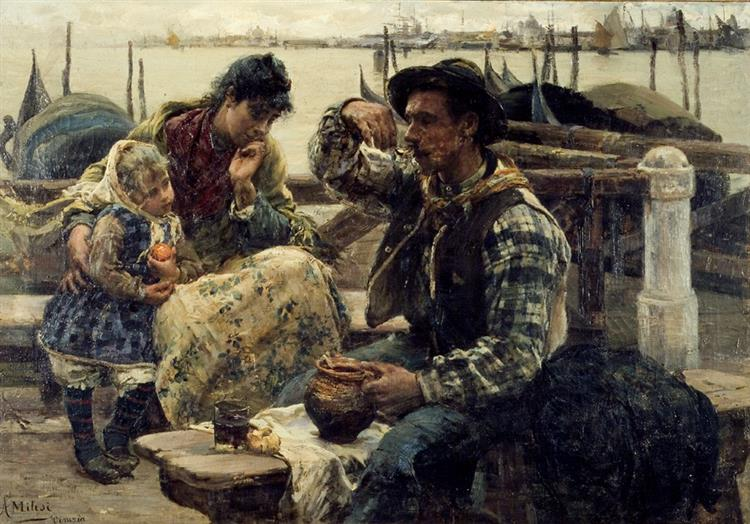
Il gondoliere, 1892
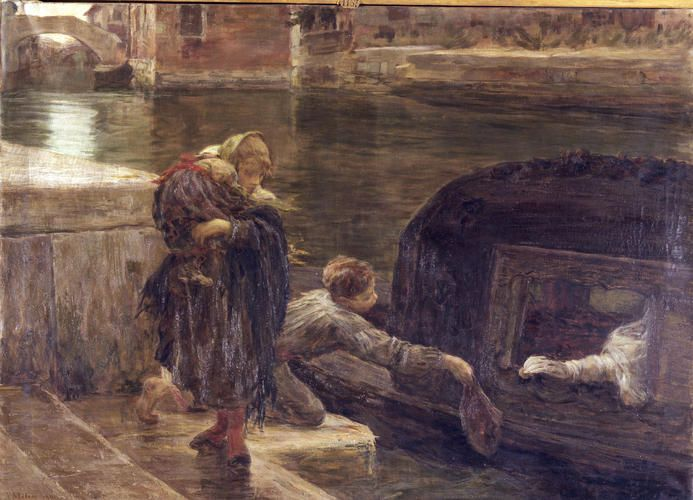
La carità, 1899, Accademia di Bergamo, Pinacoteca
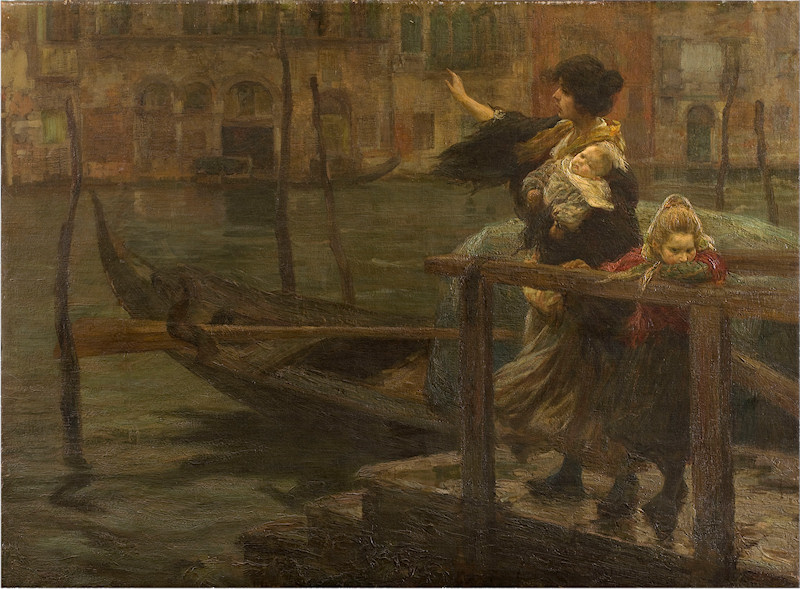
La traversata o La partenza del marinaio, 1901 (Fondazione Cariplo)
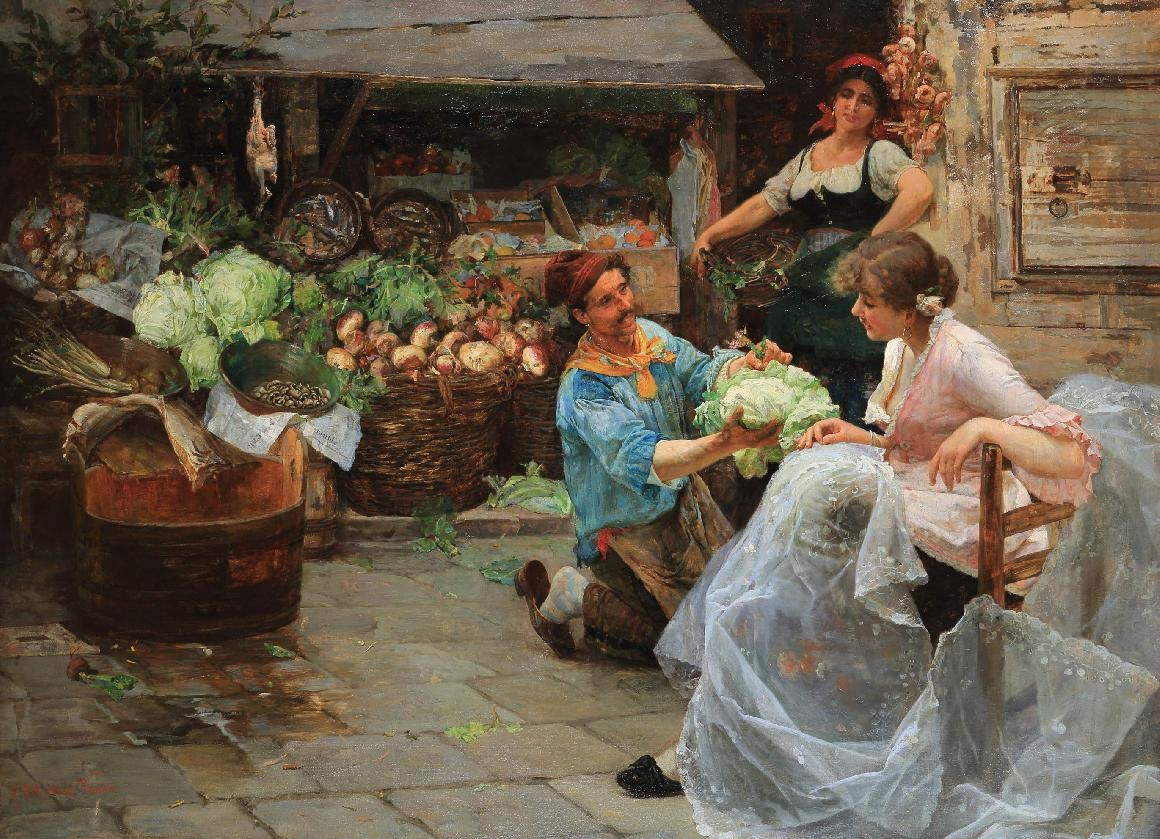
Corteggiamento al mercato
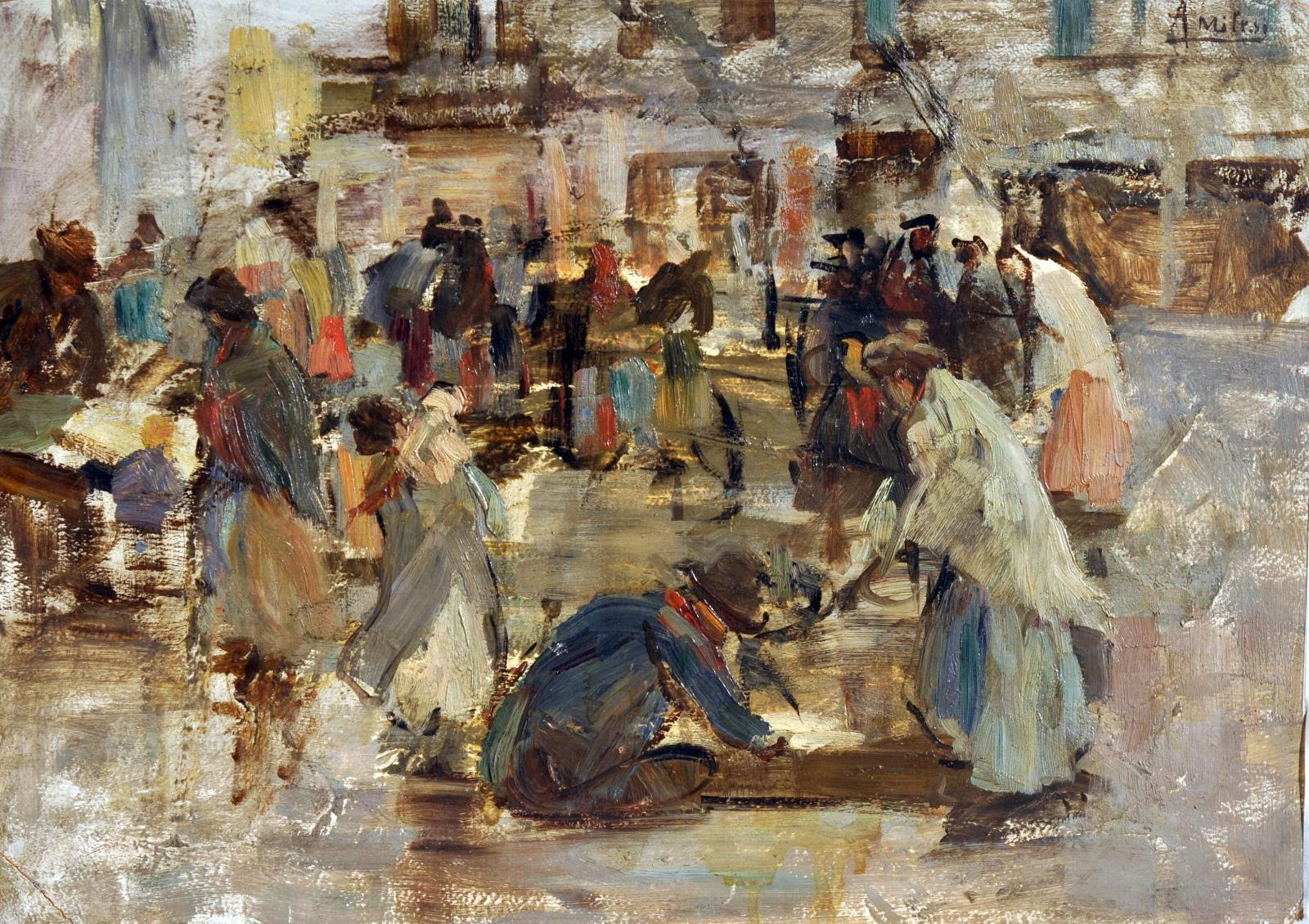
Mercato a Venezia
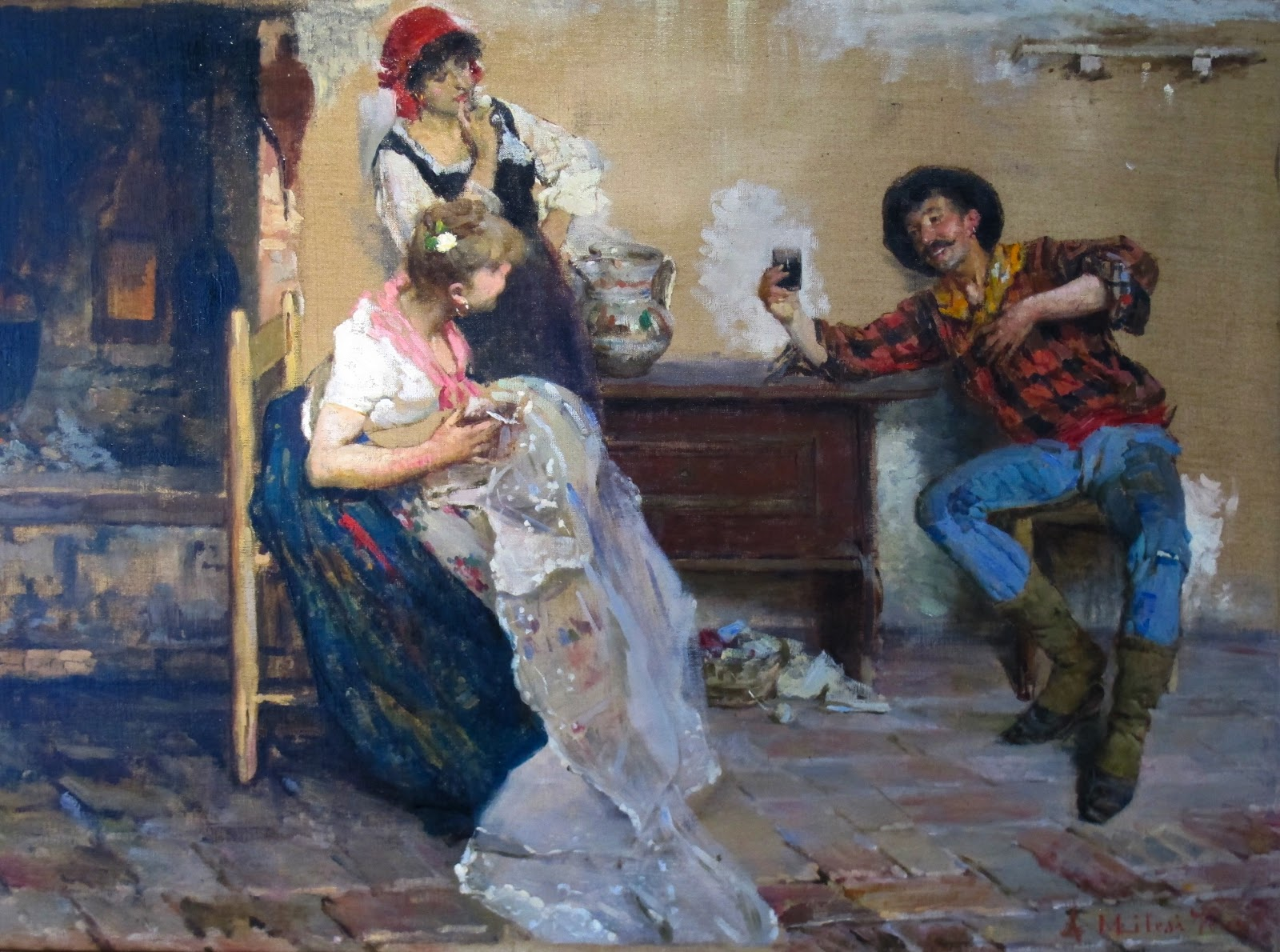
Due popolane e un pescatore, Museo del merletto, Burano
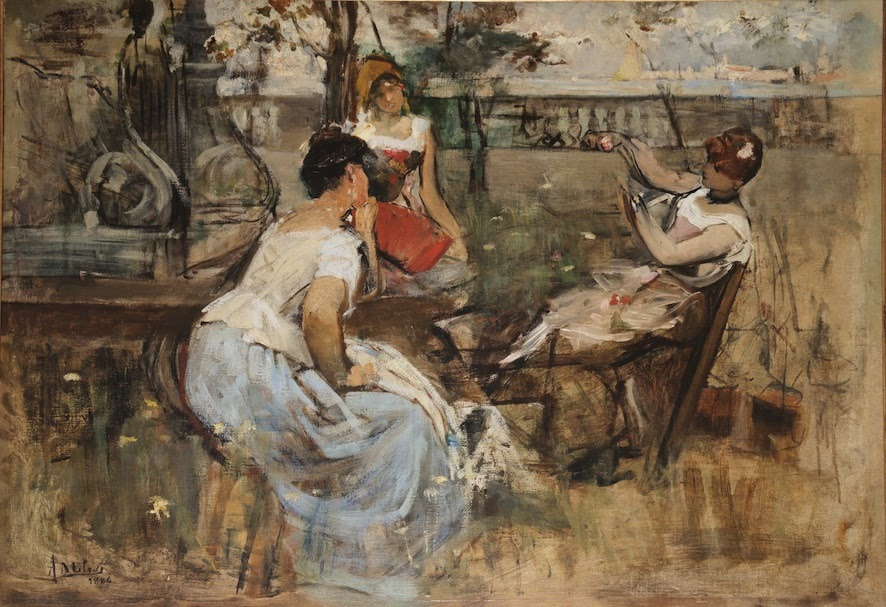
Conversazione in terrazza
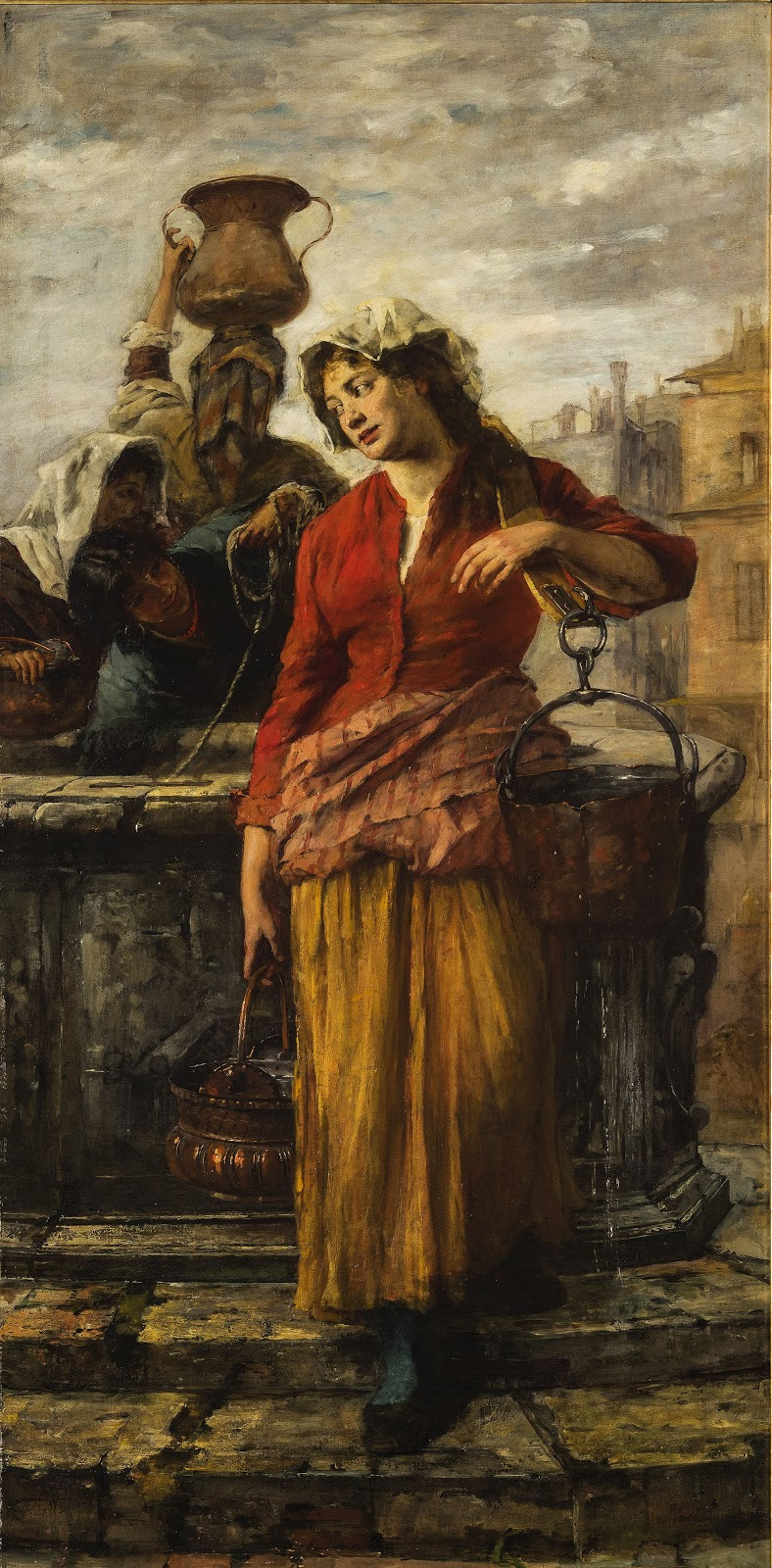
Fanciulle alla fonte a Venezia
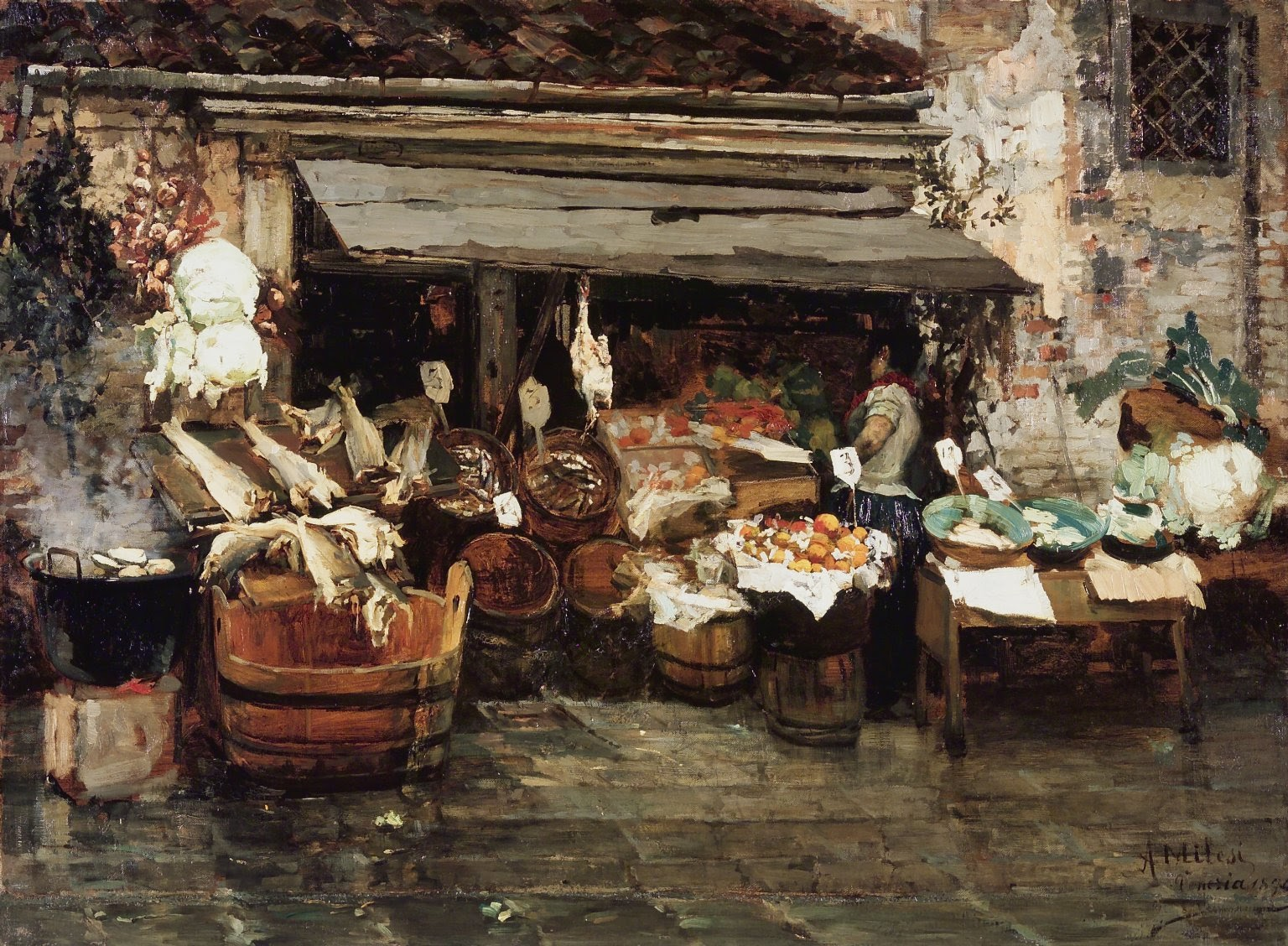
Al mercato, Museo di Brooklyn
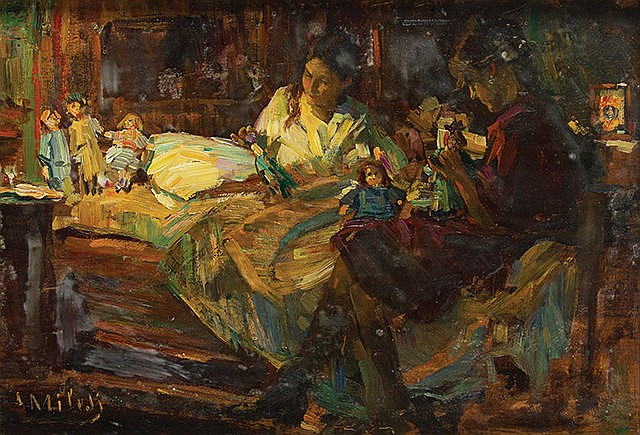
Fabbrica di bambole
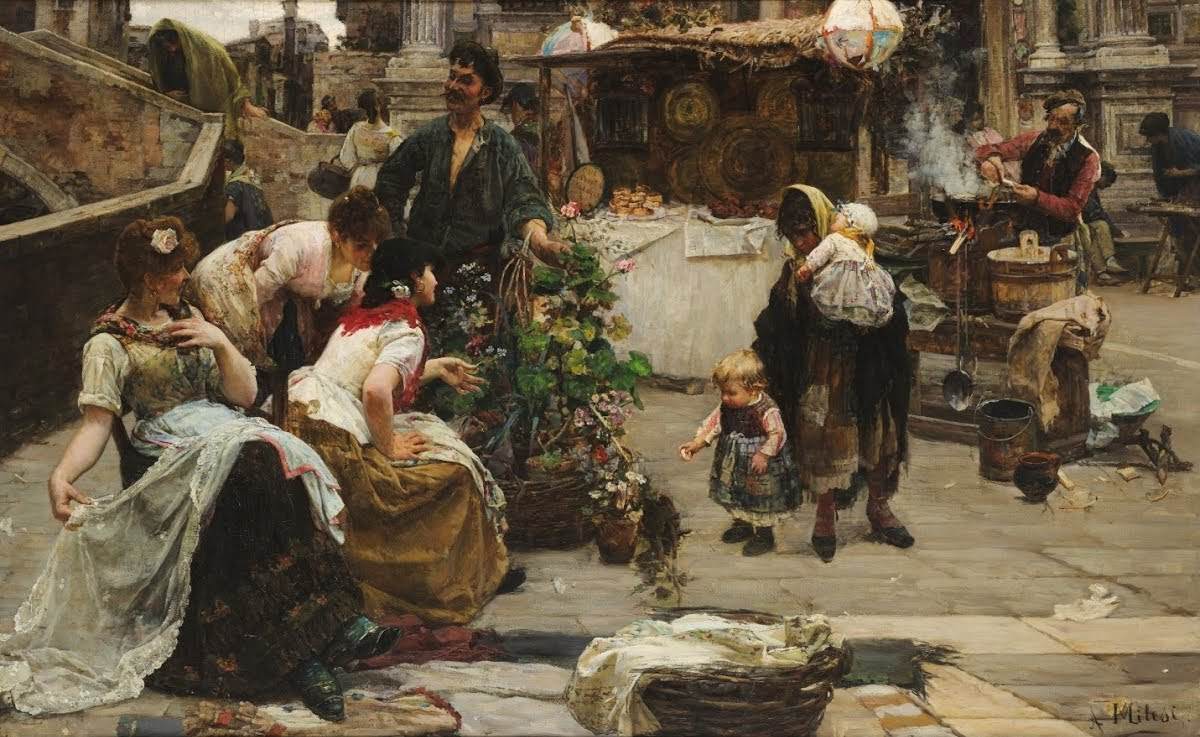
Ciacole
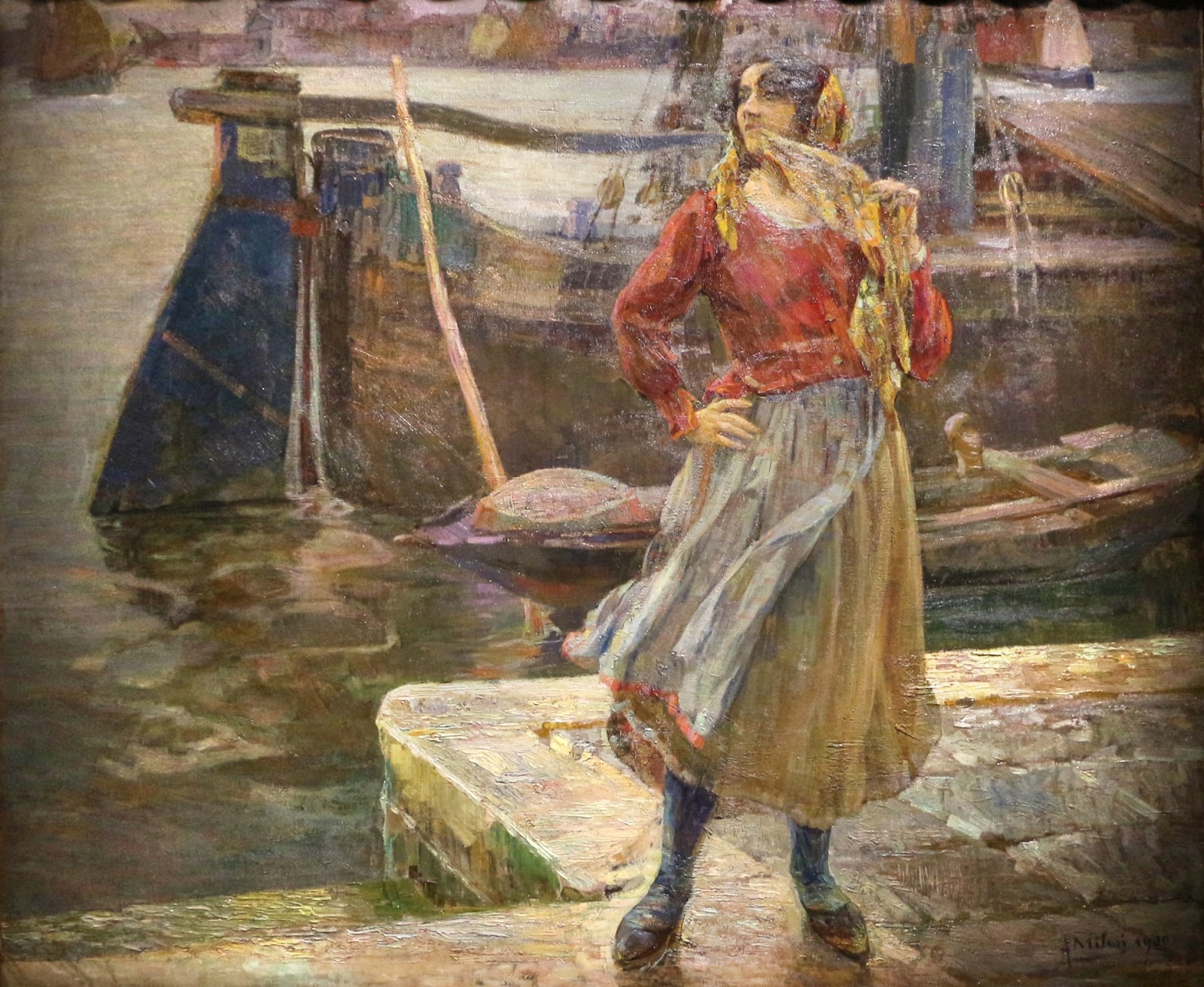
La gelosa, 1930
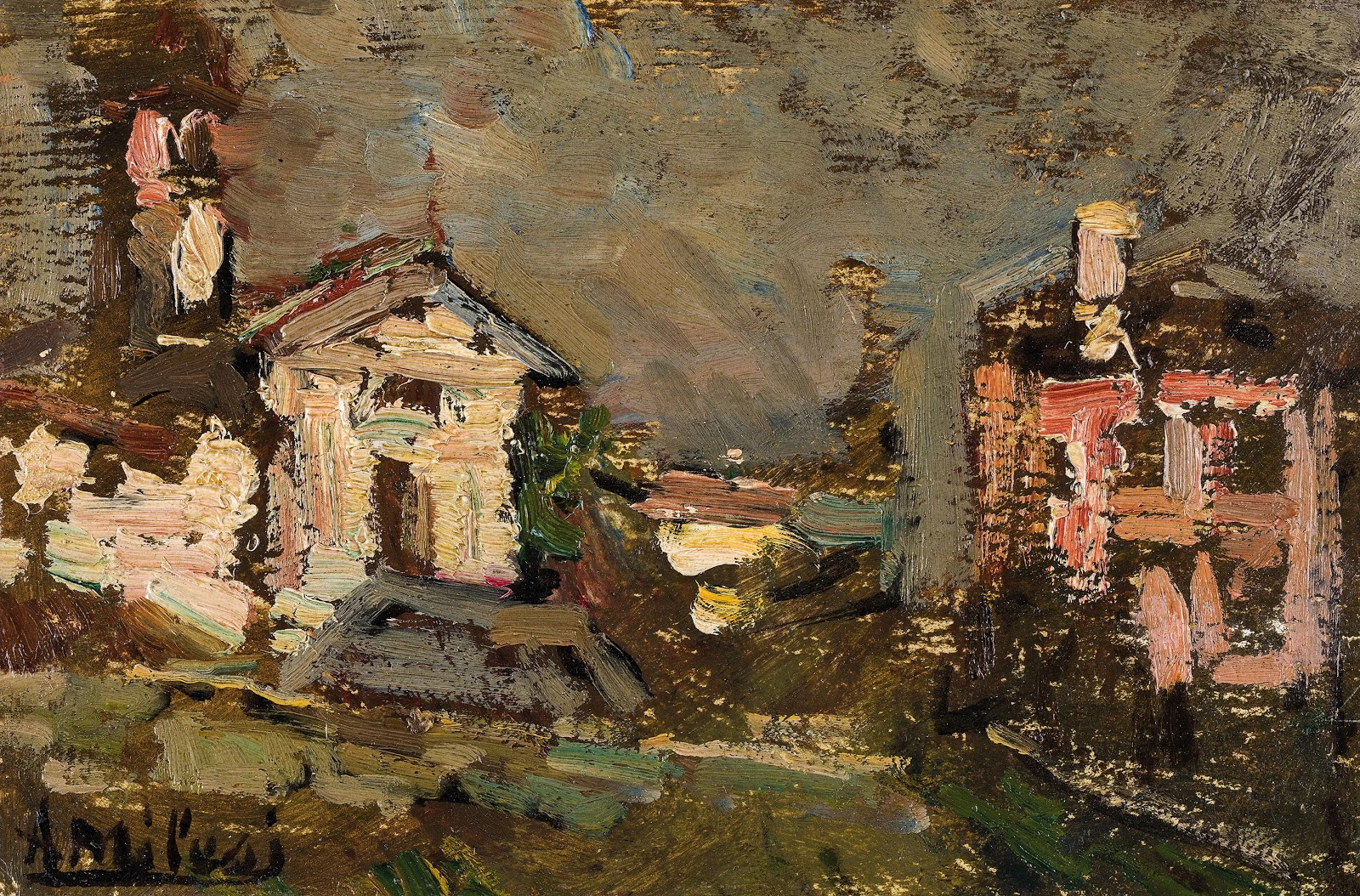
Paesaggio invernale con chiesetta